# کاسپیچان
کاسپیچان شهری در استان شومن کشور بلغارستان است که جمعیت آن در سال ۲۰۰۱ میلادی ۳٬۷۴۹ نفر بوده‌است.

## نگارخانه

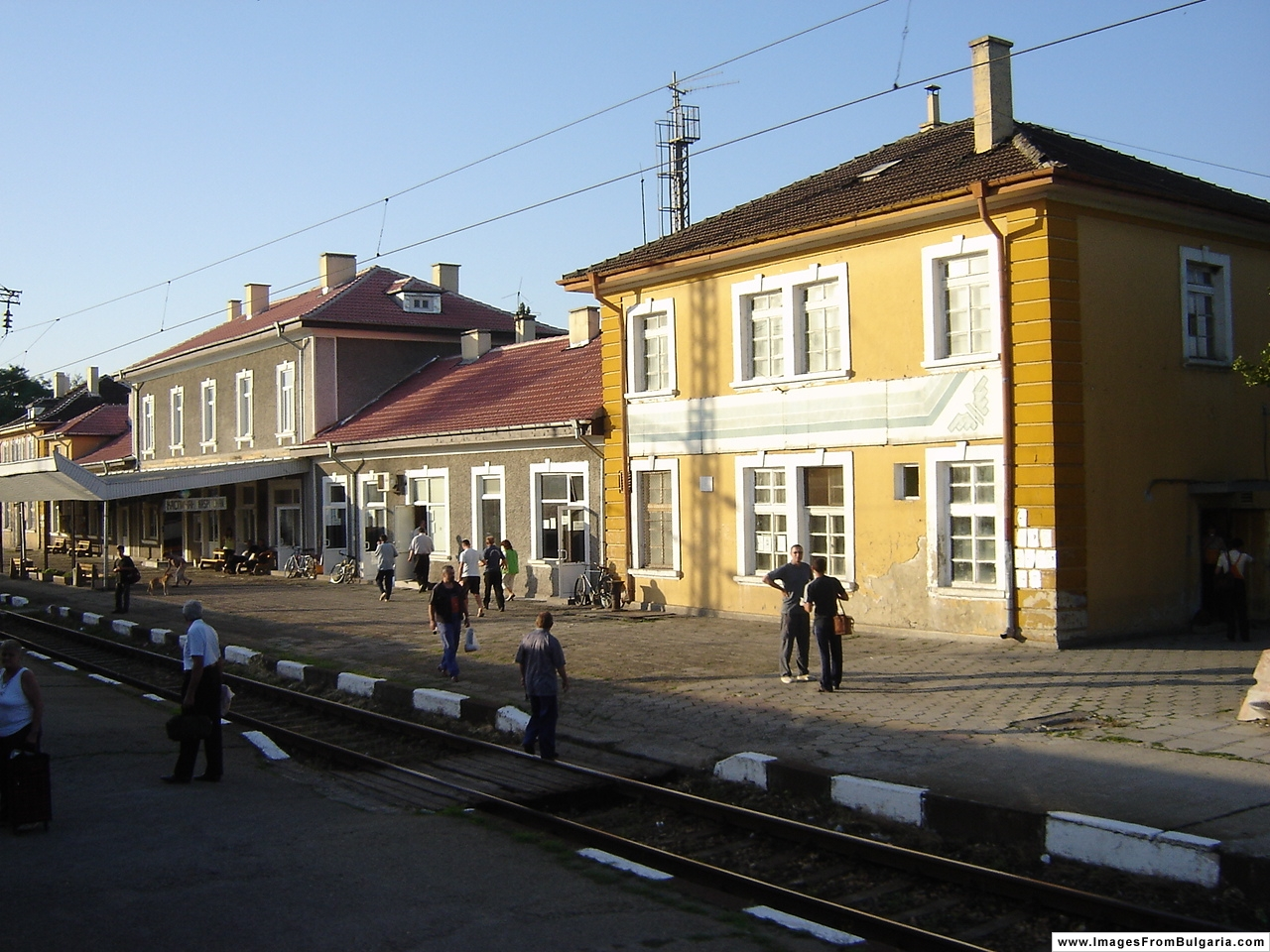
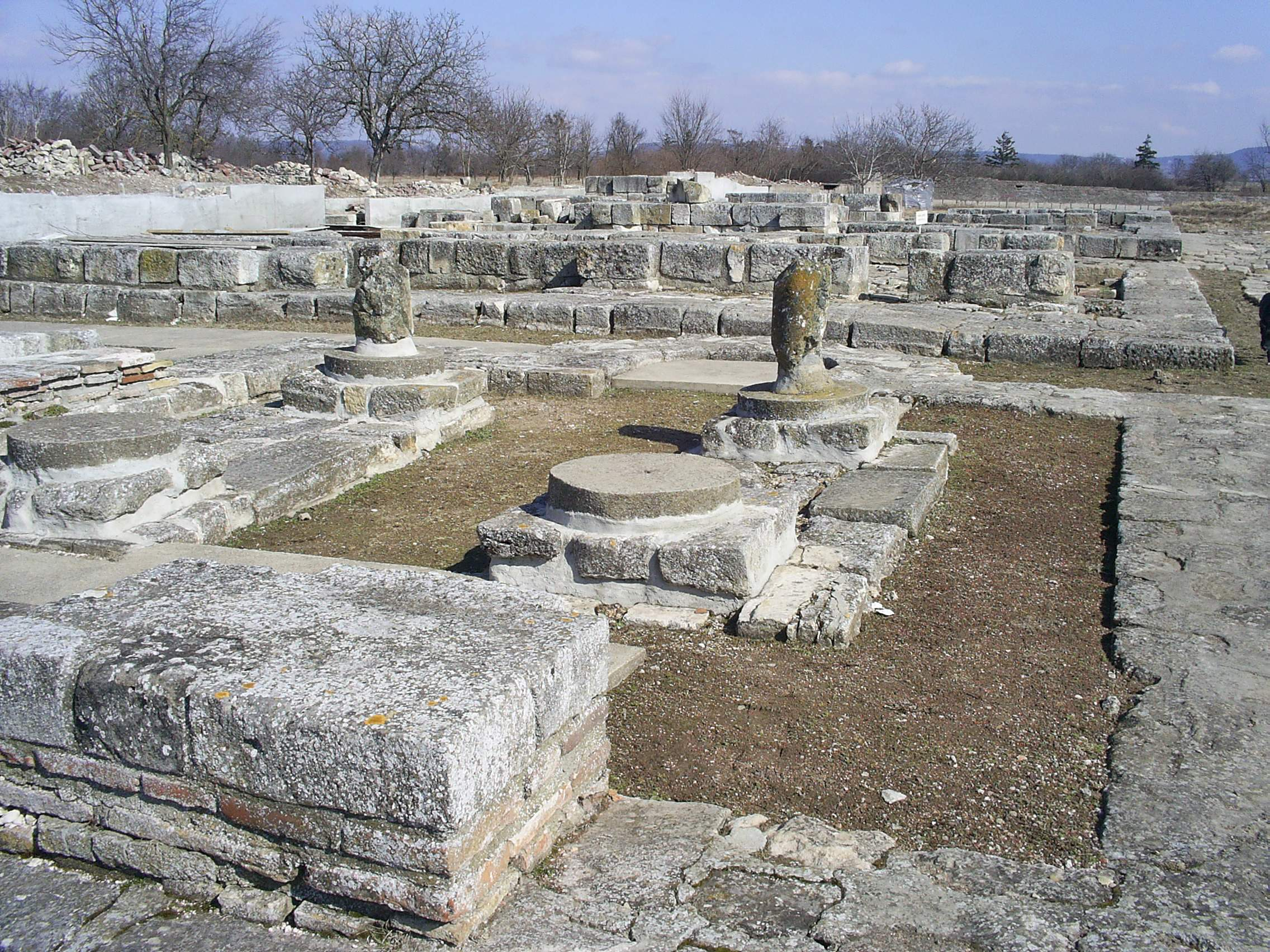
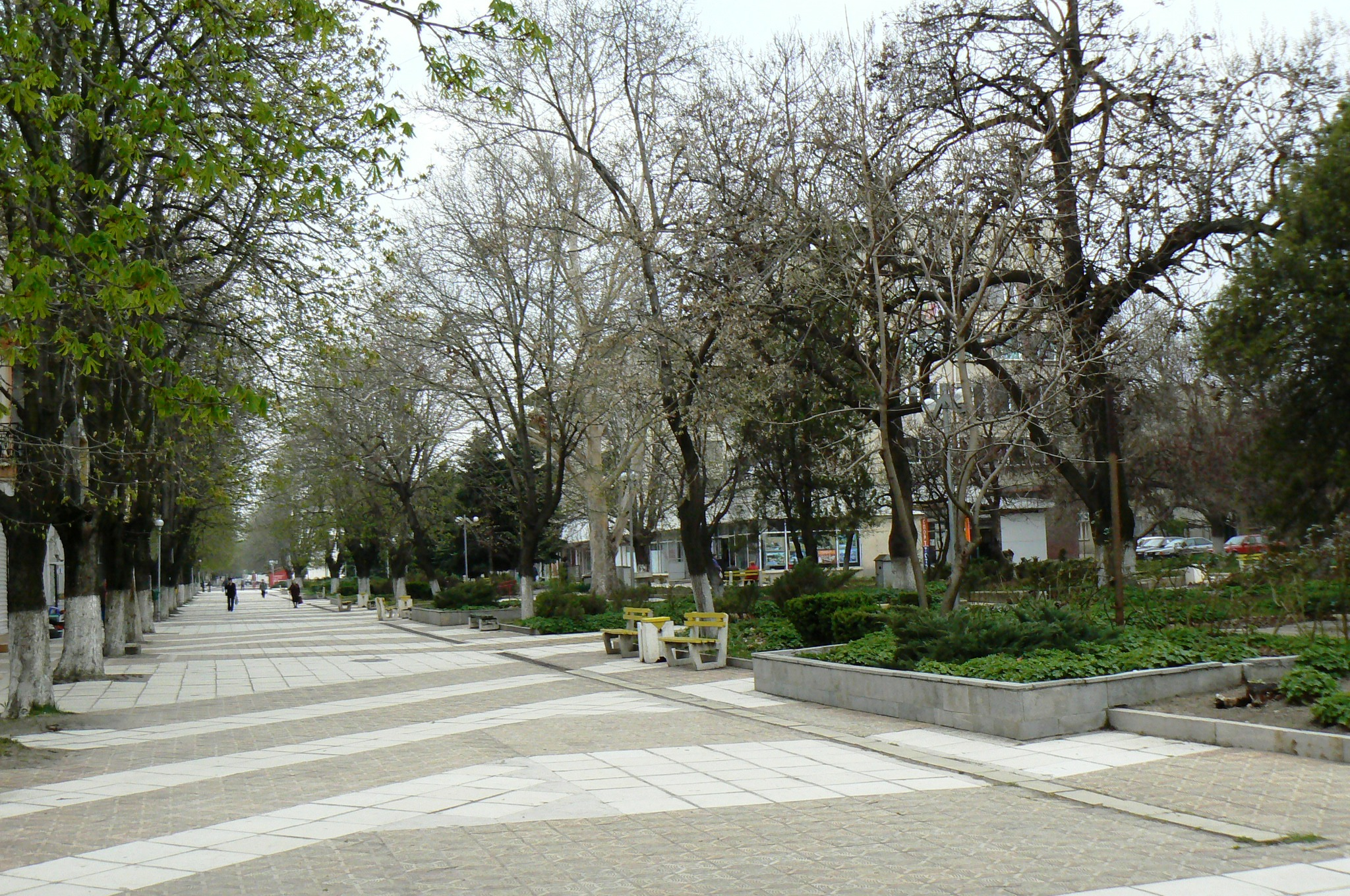
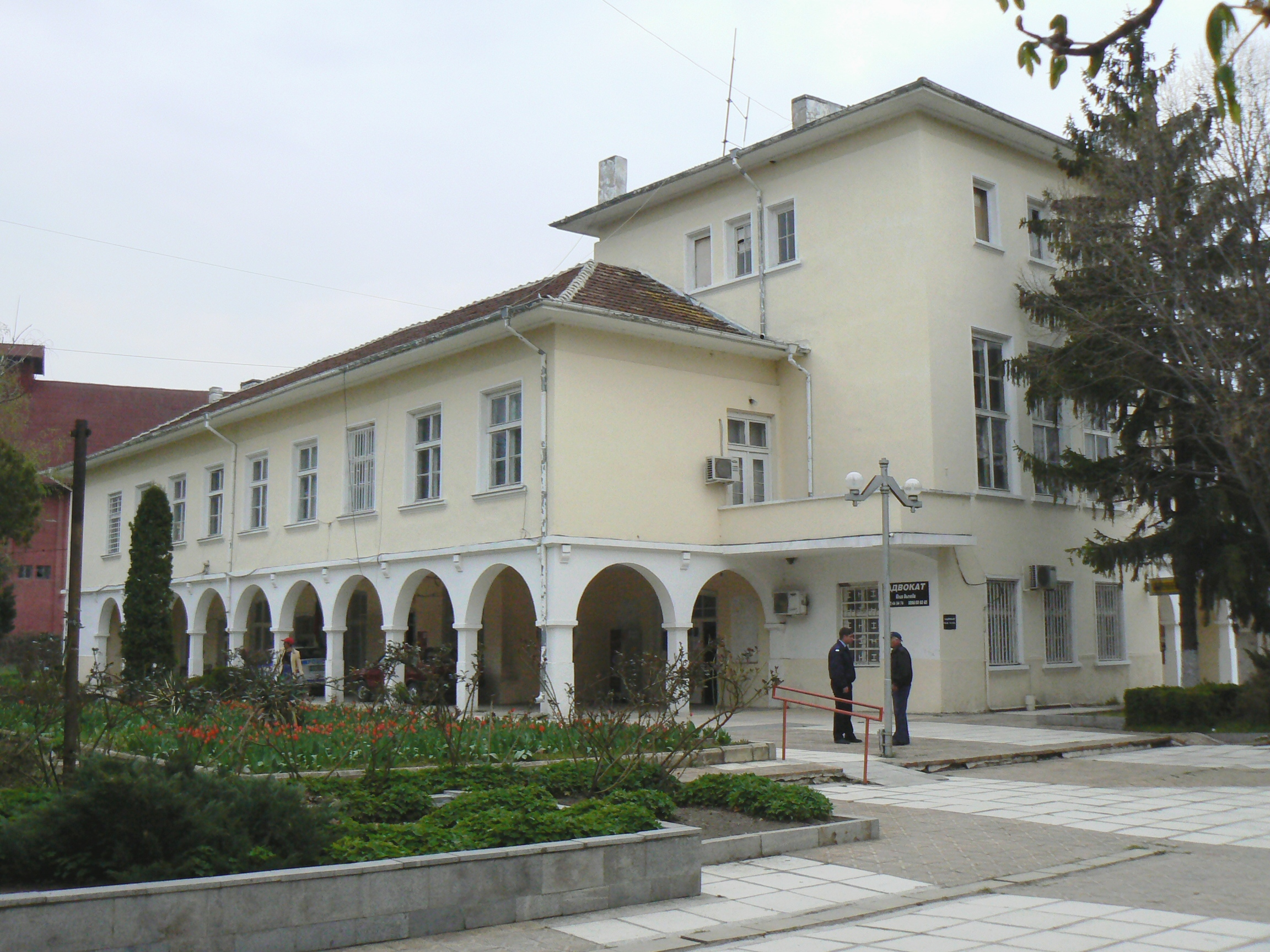